# تپه‌های باستانی چنارک
تپه‌های باستانی چنارک مربوط به سده‌های اولیه دوران‌های تاریخی پس از اسلام است و در شهرستان مشهد، روستای چنارک واقع شده و این اثر در تاریخ ۱۹ مرداد ۱۳۸۴ با شمارهٔ ثبت ۱۲۹۵۱ به‌عنوان یکی از آثار ملی ایران به ثبت رسیده است.